# ابنتهال
ابنتهال (به آلمانی: Ebenthal) یک منطقهٔ مسکونی در اتریش است که در ناحیه کلاگن‌فورت-لاند واقع شده‌است. ابنتهال ۵۴٫۹۹ کیلومتر مربع مساحت دارد ۴۱۵–۸۵۵ متر بالاتر از سطح دریا واقع شده‌است.